# Gory Bliznecy
Die Gory Bliznecy (englische Transkription von russisch Горы Близнецы Gory Blisnezy, deutsch ‚Zwillingsberge‘) sind eine Gruppe aus Nunatakkern im Mac-Robertson-Land. Sie ragen südwestlich des Mount O’Shea in der Athos Range der Prince Charles Mountains auf. 
Russische Wissenschaftler benannten sie. Der weitere Benennungshintergrund ist nicht hinterlegt.